# The Bite Back EP
The Bite Back es un EP publicado en 2005 por The All-American Rejects, disponible únicamente a través de iTunes.

## Listado de canciones
1. "Dirty Little Secret" (Versión Acústica)
2. "Move Along" (Versión Acústica)
3. "Bite Back" (Cara B)

- Datos: Q3288058